# 1922年臺灣
|        | 臺灣歷史 \| 台灣歷史年表 |
| 世纪： | 19世纪臺灣 \| 20世纪臺灣 \| 21世纪臺灣 |
| 年代： | 1890年代臺灣 \| 1900年代臺灣 \| 1910年代臺灣 \| 1920年代臺灣 \| 1930年代臺灣 \| 1940年代臺灣 \| 1950年代臺灣                                           |
| 年份： | 1917年臺灣 \| 1918年臺灣 \| 1919年臺灣 \| 1920年臺灣 \| 1921年臺灣 \| 1922年臺灣 \| 1923年臺灣 \| 1924年臺灣 \| 1925年臺灣 \| 1926年臺灣 \| 1927年臺灣 |
| 纪年： | 壬戌年（狗年）、日本大正11年 |

1922年臺灣進行〈臺灣教育令〉的修改，實施日臺共學制:199。

## 政府

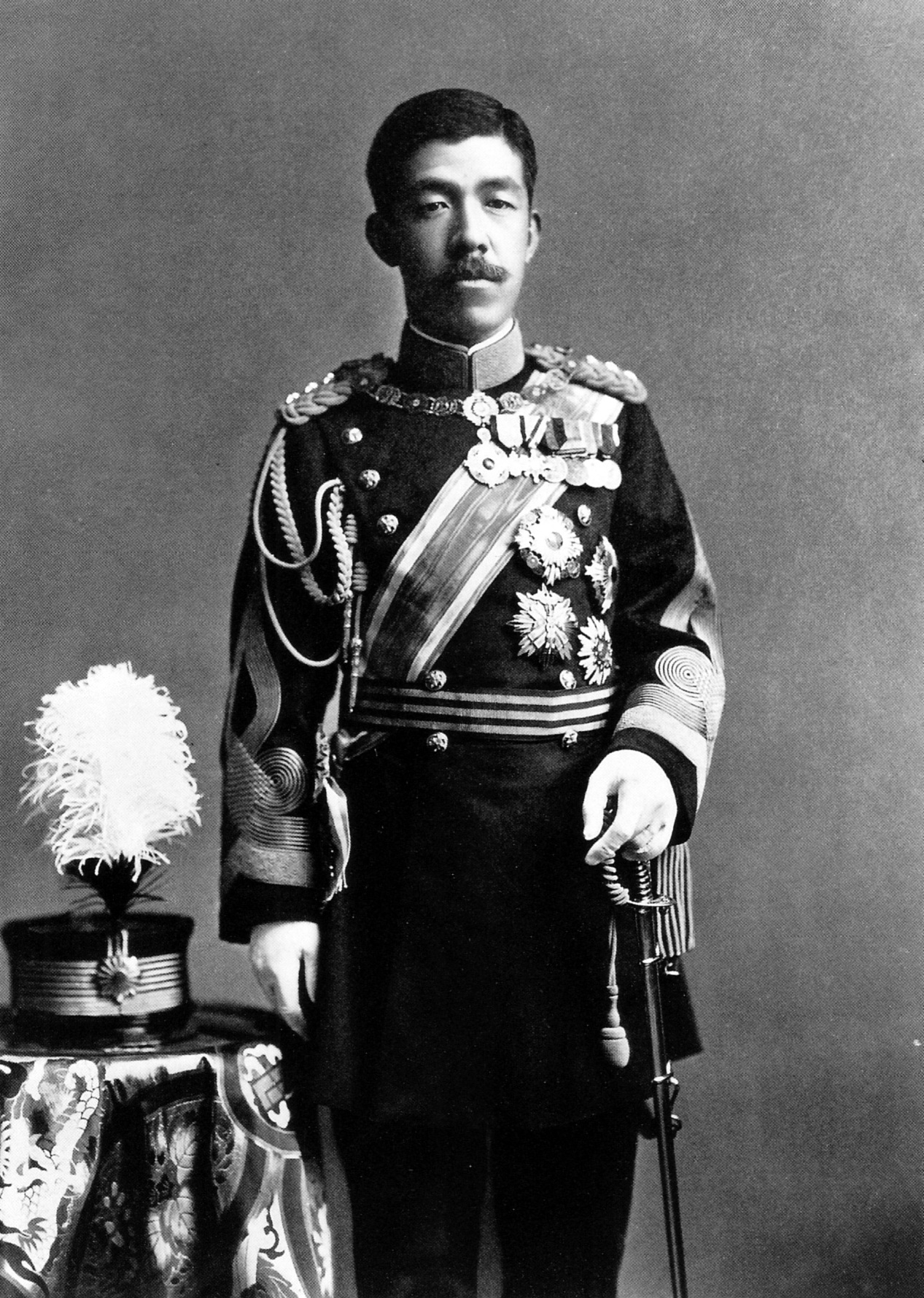
天皇：大正天皇
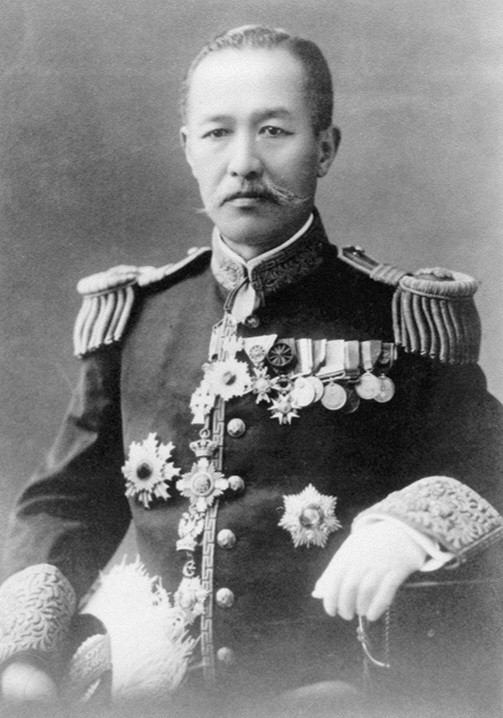
臺灣總督：田健治郎
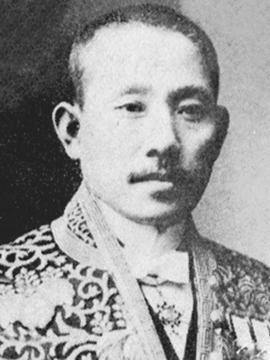
總務長官：賀來佐賀太郎

## 大事記
- 1月1日——〈法三號〉取代〈三一法〉[1]:199。
- 2月6日——〈臺灣教育令〉改正，將於該年4月1日實施日臺共學制度[1]:199。
- 2月16日——第二次臺灣議會設置請願運動[1]:199。
- 4月1日——
  - 日臺共學制開始實施[1]:199。
  - 新民會機關報《臺灣青年》改名《臺灣》[1]:199。
  - 臺灣總督府高等學校設立。
- 7月底——颱風B096侵臺，全臺共造成2死、2傷，36戶房屋全毀，168戶房屋半毀。
- 10月11日——台灣鐵路海線峻工，在通霄車站舉行通車典禮。
- 10月18日——蔣渭水等人成立新臺灣聯盟[1]:199。
- 12月16日——杜聰明取得京都帝國大學醫學博士學位，成為首位取得博士學位的臺灣人[1]:200。

## 出生
- 5月1日——陳千武，詩人。笠詩社發起人。（2012年逝世）
- 3月15日——高陽，作家。以歷史小說著稱。出生於中國浙江（1992年逝世）
- 6月27日——鄭兒玉，牧師、台南神學院教授、詩人、母語運動者。〈台灣翠青〉做詞者。（2014年逝世）
- 7月12日——宋心濂，軍人。曾任中華民國國家安全局局長，拉法葉軍購案關鍵人物。出生於中國安徽省。（1995年逝世）
- 9月21日——賴永祥，知名圖書館學學者。曾任臺大圖書館學系教授、系主任。
- 10月23日——曾紀恩，棒球運動員。曾任兄弟象總教練。（2012年逝世）
- 10月31日——何春木，政治人物。臺中黨外運動重要參與者，曾任多屆省議員。（2017年逝世）

## 逝世
- 8月2日——石謨記，商人。經營商行「錦榮發號」，曾主管臺南大天后宮，勸募北港朝天宮重建。（1858年出生）